# Slo Burn
A Slo Burn amerikai stoner rock/desert rock együttes. 1996-ban alakultak a kaliforniai Palm Desert-ben. A Kyuss énekese, John Garcia alapította, miután az a zenekar feloszlott. Hozzá csatlakozott Chris Dale elektromos gitáros, Damon Garrison basszusgitáros és Brady Houghton dobos. Eleinte csak egy évig működtek, 1996-tól 1997-ig, de 2017-ben újból összeállt a zenekar. Lemezeiket a "Malicious Vinyl" kiadó jelenteti meg.

## Tagok
- John Garcia - ének
- Chris Hale - gitár
- Damon Garrison - basszusgitár
- Brady Houghton - dob

## Diszkográfia
- Slo Burn Demo (1996)
- Amusing the Amazing (album, 1997)